# Hevisaurus
Gli Hevisaurus sono un gruppo musicale metal finlandese formatosi nel 2009. La band ha pubblicato sette album, vendendo oltre 170 000 copie, solo in Finlandia, oltre a Spagna, Ungheria e Svezia.

## Storia
Dopo essersi dedicato a concerti per bambini con suo figlio, Mirka Rantanen decise di formare una band heavy metal per bambini. Rantanen e i suoi amici "metallari" iniziarono a comporre e incidere le canzoni.
La band debuttò al concerto di beneficenza Elämä Lapselle il 9 settembre 2009, mentre il loro primo tour è partito dal Tavastia Club di Helsinki il 22 novembre 2009.
L'album Hirmuliskojen Yö (La Notte dei Dinosauri) è stato il secondo album più venduto in Finlandia nel 2010, premiata come miglior album per bambini Emma (l'equivalente finlandese del Grammy Award). I Dudeson e gli Hevisaurus hanno aperto un parco giochi al Super Park di Oulu nell'aprile 2013.
La band ha pubblicato nel 2013 anche un videogioco per dispositivi Android e iOS, che consiste in finire dei livelli ascoltando le canzoni della band e include anche mini-giochi come puzzle.
La band si è fatta fotografare sui muri dell'Hard Rock Cafe e sono anche stati inseriti nel database internazionale degli artisti/gruppi del Café, diventando la seconda band finlandese, oltre agli Amorphis, ad ottenere tale riconoscimento.

## Controversie
All'inizio del 2011, Mirka Rantanen, batterista e fondatore del gruppo, fece causa a Sony Music Entertainment in merito ai diritti d'autore e ai marchi dei personaggi. Di conseguenza, Rantanen formò una band, i Sauruxet, ma il tribunale gli ordinò di pagare all'etichetta discografica 100000 € di spese legali, poiché i diritti sui personaggi appartenevano a Sony Music Entertainment.

## Formazione

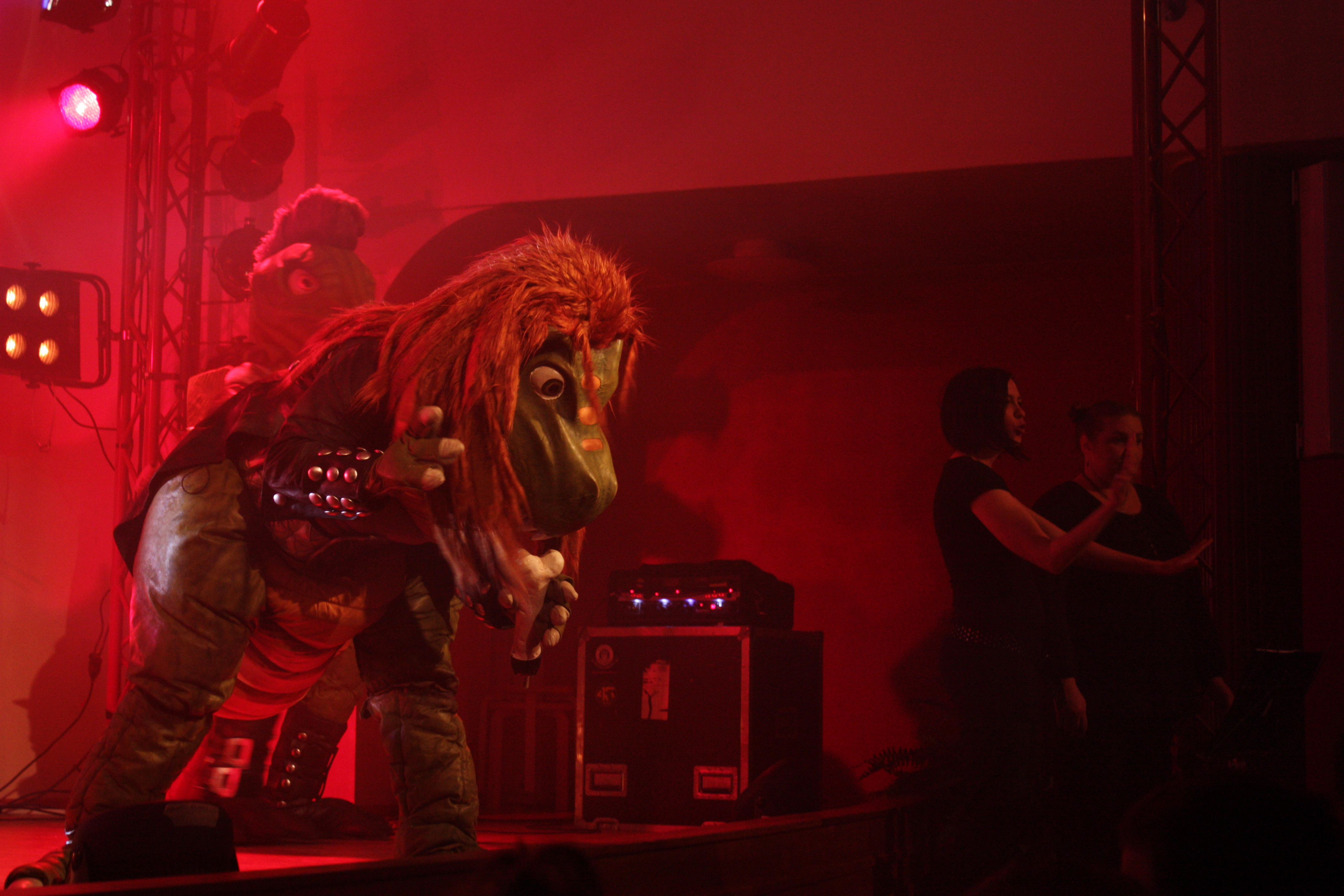
Mr. Hevisaurus

- "Herra Hevisaurus" (Mr. Hevisaurus) —   voce
- "Milli Pilli" — tastiera elettronica
- "Komppi Momppi" — batteria
- "Riffi Raffi" — chitarra
- "Muffi Puffi" —basso elettrico

## Discografia

### Album in studio
- Jurahevin kuninkaat (2009)
- Hirmuliskojen yö (2010)
- Räyh! (2011)
- Räyhällistä joulua (2011)
- Kadonneen louhikäärmeen arvoitus (2012)
- Vihreä vallankumous (2013)
- Soittakaa juranoid! (2015)
- Mikä minusta tulee isona? (2017)
- Rock'n'Rarrr Music (2018)
- Bändikouluun! (2019)
- Retter der Welt (2020)

### Singoli
- 2009: "Jurahevin kuninkaat"
- 2009: "Viimeinen mammutti"
- 2010: "Hirmuliskojen pikkujoululevy"
- 2010: "Saurusarmeija"
- 2010: "Kurajuhlat"
- 2011: "Räyh!"
- 2011: "Tonttuheviä"
- 2012: "Ugala bugala"
- 2014: "Aarrejahti"
- 2015: "Juranoid"

### Compilation
- Jurahevin Ikivihreät (2014)

### EP
- Llamada Jurásica! (2019)

## Videografia
- Jee Hevisaurus (2009)
- Viimeinen mammutti (2010)
- Saurusarmeija (2010)
- Yhteinen joulu (2010)
- Räyh! (2011)
- Tonttuheviä (2011)
- Ugala Bugala (2012)
- Avaruuden autokorjaamo (2013)
- Liskodisko (2013)
- Aarrejahti (2014)
- Juranoid (2015)

## Musical
- Purppuramysteeri (2010)
- Eläintarhan yövahti (2011)
- Salainen tehtävä (2012)
- Velhojenvuoren salaisuus (2013)